# Carlos Franco (golfista)
Carlos Franco (Asunción, 24 de mayo de 1965) es un golfista profesional paraguayo.
Franco nació en Asunción, capital del Paraguay. Creció junto a sus cinco hermanos (los cuales todos son golfistas profesionales hoy en día) en una familia humilde,su padre que trabajaba como jardinero y caddy en el Asunción Golf Club, manera cómo Carlos Franco fue aprendiendo a jugar al golf desde una corta edad. 
En 1986 pasó a ser profesional y participó en torneos de todas partes del mundo. Ha ganado más de 20 torneos en Latinoamérica, cinco veces el Japan Golf Tour y cuatro torneos en la máxima categoría del PGA Tour en Estados Unidos. En el PGA Tour, fue el primer novato en pasar la marca del millón de dólares y en 1999 fue elegido como "novato del año". Llegó a estar entre los 50 mejores del ranking mundial en varias ocasiones.

## Victorias en el Tour de Japón
- 1994 Jun Classic
- 1995 Sapporo Tokyu Open
- 1996 ANA Open
- 1998 Just System KSB Open, Fujisankei Classic

## Victorias en el Tour Asiático
- 1994 Abierto de Filipinas

## Victorias en el PGA Tour
- 1999 Compaq Classic of New Orleans
- 1999 Greater Milwaukee Open
- 2000 Compaq Classic of New Orleans
- 2004 U.S. Bank in Milwaukee

## Victorias en el PGA Champions Tour
- 2016 Shaw Charity Classic
- 2017 Bass Pro Legends Of Golf

## Equipos internacionales
- Copa Mundial de Golf (representando a Paraguay): 1992, 2000, 2001, 2003, 2005, 2007
- Presidents Cup (Equipo internacional): 1998, 2000